# 阿里克斯塔德
阿里克斯塔德 （挪威语：Kongsgården på Alrekstad，古諾斯語：Álreksstaðir）是中世纪早期位於挪威西海岸的一個庄园。 阿里克斯塔德位于于尔里肯山山腳下，挪威国王金发哈拉尔曾于公元10世纪在此居住。